# Phoenix Wright: Ace Attorney
Phoenix Wright: Ace Attorney (с англ. — «Феникс Райт: Первоклассный адвокат»), выпущенная в Японии под названием Гякутэн сайбан ёмигаэру гякутэн (яп. 逆転裁判 蘇る逆転, букв. «Переворотный суд: Воскрешённый поворот») — видеоигра жанра квест, выпущенная и разработанная компанией Capcom в Японии, Северной Америке и Европе и компанией Nintendo в Австралии. Впервые была выпущена под названием Гякутэн сайбан (яп. 逆転裁判, букв. «Переворотный суд») в Японии эксклюзивно для Game Boy Advance в 2001 году и была переиздана для Nintendo DS как расширенный порт с эксклюзивным содержанием и поддержкой сенсорного экрана, микрофона в 2005 году. Эта версия была сначала выпущена в Японии, а затем в Северной Америке, Европе и Австралии. Версия для Game Boy Advance была также переиздана для PC под названием Gyakuten Saiban PC и выпущена японской компанией SourceNext немногим позднее выхода версии для Nintendo DS. Версия для мобильного телефона с таким же названием, как у английской версии, была выпущена в виде отдельных эпизодов в 2009 году. Однако на сегодняшний день выпущена всего лишь часть игры. В журнале Famitsu было объявлено о выходе первых трёх игр серии на Nintendo Wii (включая пятое дело из Phoenix Wright: Ace Attorney) в промежутке между декабрём 2009 года и мартом 2010 года. Игры распространялись через систему скачивания Nintendo WiiWare. Игра также была портирована на iOS. Первые два эпизода впервые были выпущены в Японии 21 декабря 2009 года, а полная версия была выпущена в Северной Америке 24 мая 2010 года. Позже игра выходила и на Nintendo 3DS, Nintendo Switch, ПК, Playstation 4, Xbox One, Android и iOS в составе сборника Phoenix Wright: Ace Attorney Trilogy.
Главным героем игры Phoenix Wright: Ace Attorney является Феникс Райт, начинающий адвокат, работающий в адвокатской конторе Fey and Co., владельцем которой является его наставница Мия Фей. Также в игре присутствуют Майя Фей, сестра Мии; Майлз Эджворт, прокурор, являющийся соперником Феникса; Дик Гамшу, рассеянный детектив; а также Ларри Батц, старый друг Феникса. Игра состоит из пяти дел, разделённых на эпизоды. Каждое дело переключается между двумя режимами игры: расследованием и самим заседанием суда. В режиме расследования Феникс собирает улики и разговаривает с персонажами, вовлечёнными в дело. В режиме заседания Феникс защищает своего клиента, используя собранные им улики, проводит перекрёстный допрос свидетелей и разрешает всю загадку дела. Во время заседания используется вид от третьего лица, в то время как вне зала суда используется вид от первого лица.
После выпуска версии для Game Boy Advance серия породила множество сиквелов и спин-оффов. Два основных сиквела были выпущены под названиями Phoenix Wright: Ace Attorney — Justice for All и Phoenix Wright: Ace Attorney — Trials and Tribulations, в которых были представлены те же самые персонажи и такой же геймплей, как и в оригинальной версии. Также они были переизданы для Nintendo DS, но уже без какого-либо дополнительного содержания. Trials and Tribulations — это последняя игра, главным героем которой является Феникс. В четвёртой игре серии новым протагонистом является Аполло Джастис, а сама игра называется Apollo Justice: Ace Attorney. В качестве спин-оффов были выпущены две игры под названием Ace Attorney Investigations: Miles Edgeworth, главными героями которых являются Майлз Эджворт и Дик Гамшу.

## Геймплей
Игрок берёт на себя роль Феникса Райта, который выступает в качестве адвоката. В игре две составляющие: расследование и заседание суда. Во время заседания игроки должны выполнять различные судебные мероприятия, включая перекрёстный допрос свидетелей, предоставление доказательств и возражение противоречивым высказываниям или уликам, предоставленным обвинением. У игрока имеется пять восклицательных знаков, показывающих его здоровье. Восклицательные знаки отнимаются, когда судья наказывает игрока за ничем не подкреплённые заявления и предоставленные ни к месту улики. В то время как в первом эпизоде игрок не покидает зала суда, в следующих эпизодах судья делает перерывы в заседании, если поднимается какая-то тема, которую стороны должны исследовать, прежде чем заседание возобновится. В эти дни игрок управляет Фениксом от первого лица и расследует важные места событий. В этом режиме есть четыре опции: Поговорить, с помощью которой игрок говорит с персонажами; Показать, с помощью которой игрок показывает персонажам улики; Исследовать, которая позволяет игроку обыскать местность; и Уйти, с помощью которой игрок может переместиться в другую локацию. Новый эпизод, включённый в версию для Nintendo DS, предоставляет новые игровые возможности для расследований, которые основываются на возможностях консоли. Эти возможности включают в себя люминоловый спрей, позволяющий увидеть кровь, которая обычно неразличима невооружённым глазом, и алюминиевый порошок, используемый для снятия отпечатков пальцев. Обе возможности используют сенсорный экран, тогда как последняя вдобавок использует микрофон. Игрок в этом эпизоде также может поворачивать улики в пространстве, что позволяет ему заметить вещи, которые не видны при отображении улики в виде двухмерной картинки. Версия для DS также предлагает возможность играть используя только сенсорный экран, возможность исследовать улики и досье участников дела в верхнем экране и возможность использовать микрофон для произнесения различных фраз.

## Сюжет
В первом деле игры Феникс Райт под зорким наблюдением Мии Фей успешно защищает своего первого клиента и друга детства Ларри Батца, обвинённого в убийстве. Однако во втором деле игры Мию убивают, за то что ей было известно о корпоративном шантаже, а её младшую сестру Майю Фей обвиняют в убийстве, потому что её имя было написано на одной из улик. Защищая её, Феникс встречает своего другого друга детства — Майлза Эджворта, являющегося прокурором в деле Майи и считающегося «гением» системы обвинения. Майя признаётся невиновной в преступлении и становится помощницей Феникса в последующих делах. Время от времени она использует свои способности медиума деревни Курайн для вызова духа Мии, чтобы та помогла в критической ситуации. Феникс и Эджворт замечают, что, хотя они и дружат с детства, они продолжают встречаться лицом к лицу в зале суда.
В одном из дел Эджворт обвиняется в убийстве, и Феникс берётся его защищать. Выясняется, что Эджворт был подставлен своим старым наставником, Манфредом фон Кармой. Несколькими годами ранее Манфред застрелил отца Эджворта, адвоката, за то что тот прервал его серию безупречных побед. Манфред заставил Эджворта верить в то, что он сам убил своего отца. Феникс раскрывает Манфреда и добивается вердикта «невиновен» для Эджворта. После заседания Эджворт задумывается об уходе с поста прокурора, чтобы обдумать произошедшее, тогда как Майя заявляет, что уезжает назад — домой, в деревню Курайн, чтобы продолжить спиритические тренировки.
В пятом деле, добавленном в версиях для Nintendo DS, iOS, и Wii, присутствует Эма Скай, умоляющая Феникса помочь защитить её старшую сестру Лану, обвиняемую в убийстве, усугублённом вторым убийством той же жертвы в другом здании в то же время. Используя научную помощь Эмы, чтобы найти улики, и неожиданную прокурорскую помощь Эджворта во время заседания, Феникс узнаёт, что Лану Скай шантажировал начальник полиции Деймон Гант: он заставил её никому не рассказывать об убийстве, о котором она думала, что его совершила Эма несколькими годами ранее. Выясняется, что в убийстве виновен сам Гант, и при этом он свалил вину на Эму. Хотя с Ланы снимают все обвинения, она самовольно идёт в тюрьму за то, что была сообщницей Ганта; Эма прощается с сестрой и уезжает в Европу изучать судебную медицину.

## Разработка

### Основной этап разработки и выход
Идея создать игру детективного жанра пришла Сю Такуми в конце 90-х годов, когда он работал над игрой Dino Crisis. После успешного выхода сиквела данной игры, Такуми была предоставлена возможность сделать любую игру силами команды из семи человек. Он решил воплотить в жизнь свою давнюю идею — создать игру-детектив, которой в итоге и стала Phoenix Wright: Ace Attorney.
Команда была сформирована летом 2000 года, тогда же был написан первоначальный сценарий.
Полноценный этап разработки начался осенью 2000 года.
Изначально выпуск игры планировался на Game Boy Color, однако незадолго до старта разработки, команде показали прототип Game Boy Advance. Так как её технические возможности впечатлили команду, было принято решение перенести игру туда. 
В июне 2001 года работа над проектом была закончена и игра ушла на золото.
12 октября 2001 состоялся первый публичный релиз игры. Она продавалась на картриджах.

### Английская локализация и культурные отсылки
Команда локализаторов, возглавляемая переводчиком Александром Смитом создала перевод Phoenix Wright: Ace Attorney, имеющий различные отсылки к популярной культуре и знаменитые цитаты из фильмов. Члены команды локализаторов Жан Пьер Келламс и Жанет Сюй подтвердили в нескольких интервью, что это игра была своего рода тренировкой для них. Они заявили, что оригинальная японская версия имела массу отсылок к японской культуре, в большинстве своём к шоу Токусацу и окружающему их фандому, которая составляет культурный фон всего дела. Команда локализаторов в свою очередь локализовала эти отсылки так, чтобы они соответствовали западной культуре.

### Ограниченное издание
Доступно только японским покупателям, которые предзаказали игру, ограниченное издание было запаковано в специальную чёрную коробку с увеличенным логотипом игры. Стоимость этой версии слегка превышала стоимость стандартного выпуска, но компенсировалась наличием бонусного диска, содержащего саундтрек к игре, ремешок для телефона с символикой игры, брелок для ключей в форме восклицания «Игиари!» (букв. «Протестую!») и стилус для Nintendo DS с указывающим пальцем на конце. Покупатели ограниченного издания также получали полный набор глав манги, рассказывающих о приключениях персонажей «Гякутэн сайбан», который другими способами достать было невозможно.

### Выход на других платформах
Версия игры для Microsoft Windows была создана для выпуска в Японии; игра была выпущена по эпизодам с использованием графики из версии для Game Boy Advance.
Немецкие сайты рейтингов программного обеспечения раскрыли возможность выхода версий для Wii или WiiWare. В ноябрьском выпуске Famitsu этот слух был подтверждён компанией Capcom примерно неделей позднее. Первые три игры серии Ace Attorney выпускались помесячно через WiiWare: 15 декабря 2009 года (Ace Attorney, эпизоды с первого по четвёртый), в январе 2010 года (Justice for All), в феврале 2010 года (Trials and Tribulations) и в марте 2010 года (Ace Attorney, пятый эпизод).
Североамериканские версии были выпущены в 2010 году: в январе (Ace Attorney), марте (Justice for All) и мае (Trials and Tribulations и пятый эпизод Ace Attorney). Эти игры являются портами версии для DS и используют функции консоли Wii, такие как взмах Wii Remote, чтобы выразить протест или предоставить доказательство.
Во время релиза версий для Wii игровые критики таких сайтов, как 1Up.com и Gamespot хвалили сюжет (не изменившийся с оригинальных игр), но критиковали неизменённую графику и неудобство использования Wii Remote для выражения протеста.
Игра также была портирована на iOS и 24 мая 2010 года в App Store выпущена со всеми пятью делами, что были включены в версию для DS. В игре была обновлённая система управления, но сама игра осталась прямым портом предыдущих версий. В отличие от японской версии интернет-соединение необязательно для игры. Capcom также объявила, что собирается портировать, как часть трилогии на iOS под названием Гякутен сайбан 123HD ~Наруходо Рюити-хэн, которая будет иметь улучшенную графику. Это включает в себя возможность запускать игру в режиме «dual screen», подражая дисплею Nitnendo DS с интерактивными компонентами на нижней половине, или с одним экраном, где все интерактивные компоненты наложены на экран, содержащий игровую графику. Порты для iOS были выпущены 7 февраля 2012 года в Японии. Также запланирован порт для устройств на базе операционной системы Android.

## Экранизация
Фильм по мотивам игры был снят компанией Toho и выпущен в прокат в японских кинотеатрах 11 февраля 2012 года. Фильм был снят Миикэ Такаси. События картины соответствуют сюжету первой игры серии. Главные роли сыграли Хироки Наримия, Мирей Киритани, Такуми Сайто и Рей Дан.
Игра также была экранизирована в аниме-адаптации франшизы в первой половине 1-го сезона.

## Отзывы
| Сводный рейтинг | Сводный рейтинг |
| Агрегатор       | Оценка          |
| --------------- | --------------- |
| GameRankings    | 82,42 %         |

Игра получила в основном положительные отзывы критиков: общий рейтинг на сайте-агрегаторе Metacritic составляет 81 балл из 100, а на сайте GameRankings — 82,42 %. Журналист Крэйг Харрис из IGN прокомментировал, что игра «очень линейная», но всё равно «интересная и хорошо прописанная». Он посчитал сюжет «простым до абсурда» в сравнении с настоящей судебной системой, хотя игра действительно отражает заседания японского суда. Журналист 1UP.com Шейн Беттенхаузен посчитал, что в игре «занятный, хорошо-адаптированный сюжет» и «кульминационные судебные „сцены битв“». Обозреватель GameSpot Керри Гаускос подметила, что игра «возрождает» жанр квестов своим интересным сюжетом и персонажами «вдобавок к уникальному способу взаимодействия с ними, уликами и игровыми сценами». Она также назвала презентацию игры «уникальной и выдающейся», хотя и критикуя её линейность, заявив что «любой выбор в игре приводит к одному и тому же результату». Игра заняла 178-е место в списке 200 лучших видео игр всех времён по мнению Game Informer.
Блог Destructoid поставил её на 48-е место среди лучших игр десятилетия, утверждая, что «благодаря абсолютно незабываемым персонажам и невероятно затягивающему геймплею Phoenix Wright: Ace Attorney безусловно одна из самых уникальных и удивительных игр прошедшего десятилетия». В Японии журнал Famitsu оценил версию игры для Game Boy Advance на 32 балла из 40.
Игра заняла третье место в номинации «Квест года» (2013) журнала «Игромания».

### Продажи
Некоторые версии Phoenix Wright: Ace Attorney продавались очень успешно. К апрелю 2007 года в Японии было продано 58 877 копий оригинальной версии для Game Boy Advance, а бюджетных версий только для Японии было продано значительно больше (129 630 копий). Копий версии для Nintendo DS день продано порядка 129 тысяч, в то время как бюджетных копий, эксклюзивных для Японии, продано более 148 тысяч.
К концу 2007 года эксклюзивных версий для Японии было продано почти 255 тысяч (142 тысячи в 2007 году и 130 тысяч годом ранее).
Игру Phoenix Wright: Ace Attorney было очень сложно найти в магазинах сразу после выхода в Северной Америке из-за её нехватки вследствие большого спроса. Capcom поставили ещё больше копий в марте 2006 года. В дальнейшем они провели ещё одну поставку в июне 2006 года, которая была распродана за неделю. В феврале 2007 года Capcom отправили ещё 100 000 копий игры.